# Dysphania latiplaga
Dysphania latiplaga är en fjärilsart som beskrevs av W. Warren 1902. Dysphania latiplaga ingår i släktet Dysphania och familjen mätare. Inga underarter finns listade i Catalogue of Life.